# Megadytes fraternus
Megadytes fraternus är en skalbaggsart som beskrevs av Sharp 1882. Megadytes fraternus ingår i släktet Megadytes och familjen dykare. Inga underarter finns listade i Catalogue of Life.